# Bétera
Bétera és un municipi del País Valencià que es troba a la comarca del Camp de Túria, de la qual n'és el segon més gran. Pertany a la segona corona metropolitana de València i funciona com a capçalera de serveis de la subcomarca de l'Alt Carraixet, amb els municipis de Nàquera, Serra, Olocau, Marines i Gàtova.

## Geografia
Bétera està situada al vessant sud de la Serra Calderona, a 15 km de València i a 23 km de la mar Mediterrània, a la zona limítrofa amb l'horta valenciana. Té una superfície amb lleugeres ondulacions, arribant als 156 msnm en el seu punt més alt, destacant el barranc de Carraixet que el travessa de nord-est a sud-est.
La seua situació geogràfica entre la mar i la serra li proporciona un microclima, que és el més suau de la comarca, sent els vents dominants el de Llevant i el de Ponent. Les pluges apareixen principalment a la tardor i la primavera.
A causa de la seua pertinença a l'àrea metropolitana de la ciutat de València, pel terme de Bétera passen diverses comunicacions per carretera, entre les quals es troben la carretera de Burjassot-Torres Torres; la carretera de Bétera-Olocau; la de Sant Antoni de Benaixeve que enllaça amb l'Autovia del Túria València-Ademús (CV-35), i l'Autovia de la Mediterrània (A-7), la qual passa pel terme municipal, entre altres cap als diversos nuclis de població i urbanitzacions del municipi i pobles veïns.
Quant al transport públic, es pot accedir a la localitat mitjançant la línia 1 del Metro de València, de la qual Bétera és l'última parada. Esta línia de ferrocarril (que, tot i gestionada sota la denominació de metro, oferix veritablement un servei més semblant al d'un tren de rodalia), és hereva de l'antic Trenet de València, el qual anava des de Bétera fins a l'estació de Pont de Fusta, en València. A més de l'estació de Bétera, també el baixador d'Horta Vella correspon al terme municipal beterà.

## Entitats de població
El terme municipal de Bétera es troba dividit en 7 entitats singulars amb diverses urbanitzacions i nuclis:
- Bétera: Nucli urbà de Bétera.
- El Baró: Vall de Flors, El Ciscar (Masies), Sant Isidre i Lloma del Calderer. També s'hi troba el Polígon I-3 de l'Horta Vella.
- La Mallà: Bonsol, Brucar, la Masia, les Almudes (les Llomes), els Pinars i Poblat Militar. A mé,s consta de la Base militar Jaume I d'alta disponibilitat de l'OTAN.
- Mallaetes: Camí de la Pobla, Clotxa del Sec I i II, Clotxa del Sec Sud (Montealba), la Conarda, Disseminats junt a la Vereda, Lloma del Mas, Montesano, Periquillo, i R-6.
- Mas Camarena: Sectors A-J, Jardins de Camarena I-III, Villes de Camarena I-III, Esmeralda I-VII, Camarena Plaza I-III, Alts de Camarena, Les Acacias, Montebello, Villa Adriana, L'Arboleda, y Les Fonts.
- Mas d'Arnal: Pla de les Andanes i Sant Ramon.
- Providència: Baso Nord, Est i Oest, Plaça Tossal de Camarena, Camí de Paterna, Cumbres de San Antonio, Junquera Nord i Sud, Mas d'Elies, Torre en Conill, Tossal de Camarena, la Providència, Verge de l'Estrela, R-7, i R-8 i R-9.

Les zones sud i oest del municipi estan creixent en els darrers anys a gran velocitat, i hi ha planejades diverses urbanitzacions (moltes ja en construcció), especialment les contigües al nucli urbà.

## Localitats limítrofes
El terme municipal de Bétera limita amb les següents localitats: Godella, Montcada, Nàquera, Paterna, La Pobla de Vallbona, Serra, València i Sant Antoni de Benaixeve, totes de la província de València.

## Història
Bétera és un poble amb una llarga història, com proven els tres grans jaciments arqueològics que té. Els primers habitants de Bétera es remunten al segle iv aC, els ibers. A les excavacions arqueològiques dutes a terme al centre històric s'han documentat diverses restes materials corresponents a un oppidum ibèric ubicat tant al cim (on actualment es troba el castell) i al vessant oest de la muntanya.
Destaca l'ocupació d'època romana representada en Bétera pel jaciment de l'Horta Vella, en una zona caracteritzada per l'abundància d'aigua. Es tracta d'un assentament de grans dimensions i que té continuïtat d'hàbitat entre els segles I dC al IX dC. Hi destaquen les instal·lacions termalscompostes per natatio o piscina de més de 60 m², el frigidarium o bany fred, el tepidarium o bany temperat i el caldarium o bany calent. Tot i això hi ha altres dependències corresponents a l'ús agrícola de l'assentament. Després de patir diverses transformacions durant els segles iii dC i IV dC, a mitjans del segle vi la vil·la romana fou reconvertida pels visigots, en una instal·lació de la qual ara per ara desconeixem l'ús, però es tracta d'un assentament excepcional per l'escassetat de restes visigòtiques al País Valencià.
També compta amb nombroses restes àrabs. Cal destacar el jaciment islàmic de la torre "Bofilla", encara en peu i en procés de restauració, i pertanyent a l'alqueria del mateix nom, que segons han demostrat les excavacions, naixen el segle xi, però el 1358 l'Orde de Calatrava va decidir traslladar a Bétera l'escassa població de Bofilla a causa de l'expulsió dels mudèjars i a la pesta negra.
La història de Bétera no s'atura amb l'expulsió dels moriscos de la Monarquia Hispànica, com va ocórrer amb la veïna Bofilla. A la Guerra de Successió va posar-se de part dels maulets fins que el Comte de Torres-Torres va envair la població, i des de finals del segle xviii va seguir el camí de moltes altres localitats valencianes. Repartits pel municipi podem observar panells de ceràmica d'aquella època. Al segle xix el territori de l'antic Regne de València continuava estant poblat per una societat fonamentalment agrària, i amb predominança de les senyories laiques. Per això, i atès que Bétera es troba envoltada per horta, es van construir grans masies senyorials. Les múltiples masies repartides tant pel nucli urbà com pel terme constituïxen la mostra més evident del passat recent del municipi, així com el seu major llegat arquitectònic.
Al segle xx Bétera va patir també la crisi econòmica després de la Primera Guerra Mundial, i als anys 30, la CNT, d'orientació anarcosindicalista, va adquirir gran poder (avui dia encara es conserva el seu edifici seu, la Penya). En 1933 va tenir lloc una insurrecció anarquista sufocada per la Guàrdia Civil, i durant la Guerra Civil espanyola va romandre lleial a la República fins a la seua fi. A partir dels anys 60 va adquirir les característiques que té majoritàriament avui dia. Durant la darrera dècada del segle xx i la primera del XXI Bétera ha patit dos fenòmens generalitzats als municipis espanyols: el fort creixement urbanístic, tant al nucli urbà com als altres nuclis de població del terme municipal, i la immigració.

## Política i govern

### Composició de la Corporació Municipal
El Ple de l'Ajuntament està format per 21 regidors. En les eleccions municipals de 26 de maig de 2019 foren elegits 6 regidors de Compromís per Bétera (Compromís), 4 del Partit Popular (PP), 4 de Coalición Electoral de Partidos Mas Camarena-Torre en Conill (MCamarena-TConill), 3 del Partit Socialista del País Valencià-PSOE (PSPV), 3 de Ciutadans - Partit de la Ciutadania (Cs) i 1 de Vox.
| Eleccions municipals de 26 de maig de 2019 - Bétera |                                                              |                                     |                                     |         |          |          |
| Candidatura | Candidatura                                                  | Candidatura                         | Cap de llista                       | Vots    | Vots     | Regidors |
| | Compromís per Bétera                                         |                                     | Cristina Alemany Campos             | 3.097   | 27,19%   | 6 ()     |
| | Partit Popular                                               |                                     | María Elia Verdevió Escribá         | 2.064   | 18,12%   | 4 (-2)   |
| | Coalición Electoral de Partidos Mas Camarena-Torre en Conill |                                     | Carlos Abad Palomar                 | 2.012   | 17,66%   | 4 (+1)   |
| | Partit Socialista del País Valencià-PSOE                     |                                     | Mª Jose Ballesteros Margaix         | 1.421   | 12,47%   | 3 ()     |
| | Ciutadans - Partit de la Ciutadania                          |                                     | Eva Pilar Martínez Cano             | 1.399   | 12,28%   | 3 (+1)   |
| | Vox                                                          |                                     | Fidel Valcarce Blanco               | 920     | 8,08%    | 1 (+1)   |
| | Altres candidatures                                          |                                     |                                     | 479     | 4,20%    | 0 ( -1)  |
| | Vots en blanc                                                |                                     |                                     | 70      | 0,61%    |          |
| Total vots vàlids i regidors | Total vots vàlids i regidors                                 | Total vots vàlids i regidors        | Total vots vàlids i regidors        | 11.462  | 100 %    | 21       |
| | Vots nuls                                                    | Vots nuls                           | Vots nuls                           | 66      | 0,57%    |          |
| Participació (vots vàlids més nuls) | Participació (vots vàlids més nuls)                          | Participació (vots vàlids més nuls) | Participació (vots vàlids més nuls) | 11.528  | 64,09%** |          |
| Abstenció | Abstenció                                                    | Abstenció                           | Abstenció                           | 6.460*  | 35,91%** |          |
| Total cens electoral | Total cens electoral                                         | Total cens electoral                | Total cens electoral                | 17.985* | 100 %**  |          |
| Alcaldessa: María Elia Verdevió Escribá (PP) (15/06/2019) Per majoria absoluta dels vots dels regidors (11 vots: 4 de PP, 4 de MCamarena-TConill i 3 de Cs) |                                                              |                                     |                                     |         |          |          |
| Fonts: Ministeri de l'Interior, Junta Electoral de Zona de Llíria, Periòdic Ara. (* No són vots sinó electors. ** Percentatge respecte del cens electoral.) |                                                              |                                     |                                     |         |          |          |

### Alcaldes
Des de 2019 l'alcaldessa de Bétera és Elia Verdevio (PP).
| Període                       | Alcalde o alcaldessa                               | Partit polític  | Data de possessió     | Observacions        |
| ----------------------------- | -------------------------------------------------- | --------------- | --------------------- | ------------------- |
| 1979–1983                     | Vicente Cremades Alcácer                           | PSPV-PSOE       | 19/04/1979            | --                  |
| 1983–1987                     | Vicente Cremades Alcácer                           | PSPV-PSOE       | 28/05/1983            | --                  |
| 1987–1991                     | Vicente Cremades Alcácer                           | PSPV-PSOE       | 30/06/1987            | --                  |
| 1991–1995                     | José Campos Pérez                                  | PSPV-PSOE       | 15/06/1991            | --                  |
| 1995–1999                     | Vicente Cremades Alcácer                           | UPIB            | 17/06/1995            | --                  |
| 1999–2003                     | Amparo Doménech Palau                              | UPIB            | 03/07/1999            | --                  |
| 2003–2007                     | Joan Josep Baudés Llistó José Manuel Martínez Aloy | BLOC-EV PP-UPIB | 14/06/2003 12/07/2003 | Moció de censura -- |
| 2007–2011                     | José Manuel Martínez Aloy                          | PP              | 16/06/2007            | --                  |
| 2011–2015                     | Germán Cotanda Gil                                 | PP              | 11/06/2011            | --                  |
| 2015–2019                     | Cristina Alemany Campos                            | Compromís       | 13/06/2015            | --                  |
| 2019-2023                     | María Elia Verdevió                                | PP              | 15/06/2019            | --                  |
| Des de 2023                   | María Elia Verdevió                                | PP              | 17/06/2023            | --                  |
| Fonts: Generalitat Valenciana |                                                    |                 |                       |                     |

## Demografia

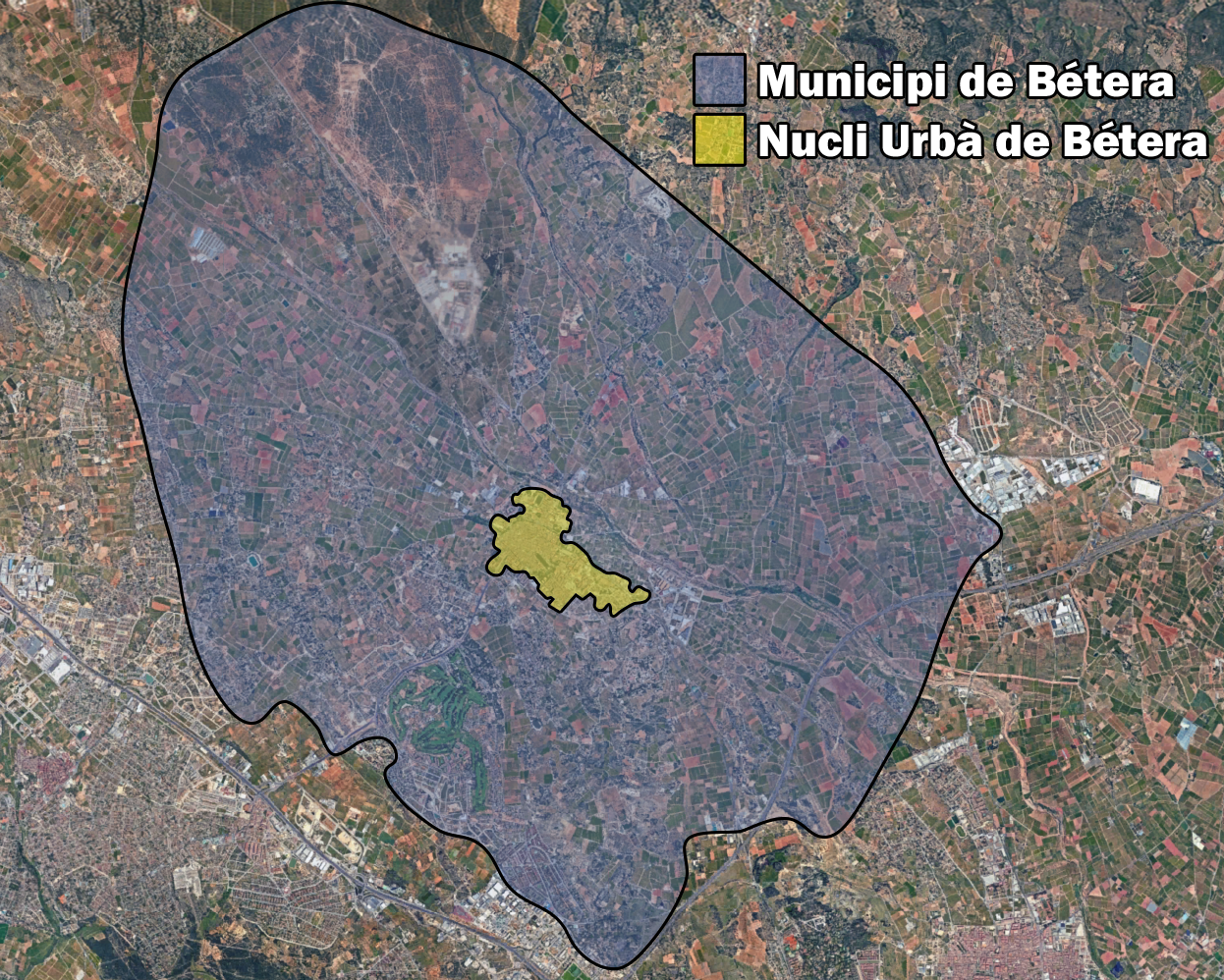
Diferència entre el Municipi de Bétera (blau) i el Nucli Urbà de Bétera (groc).

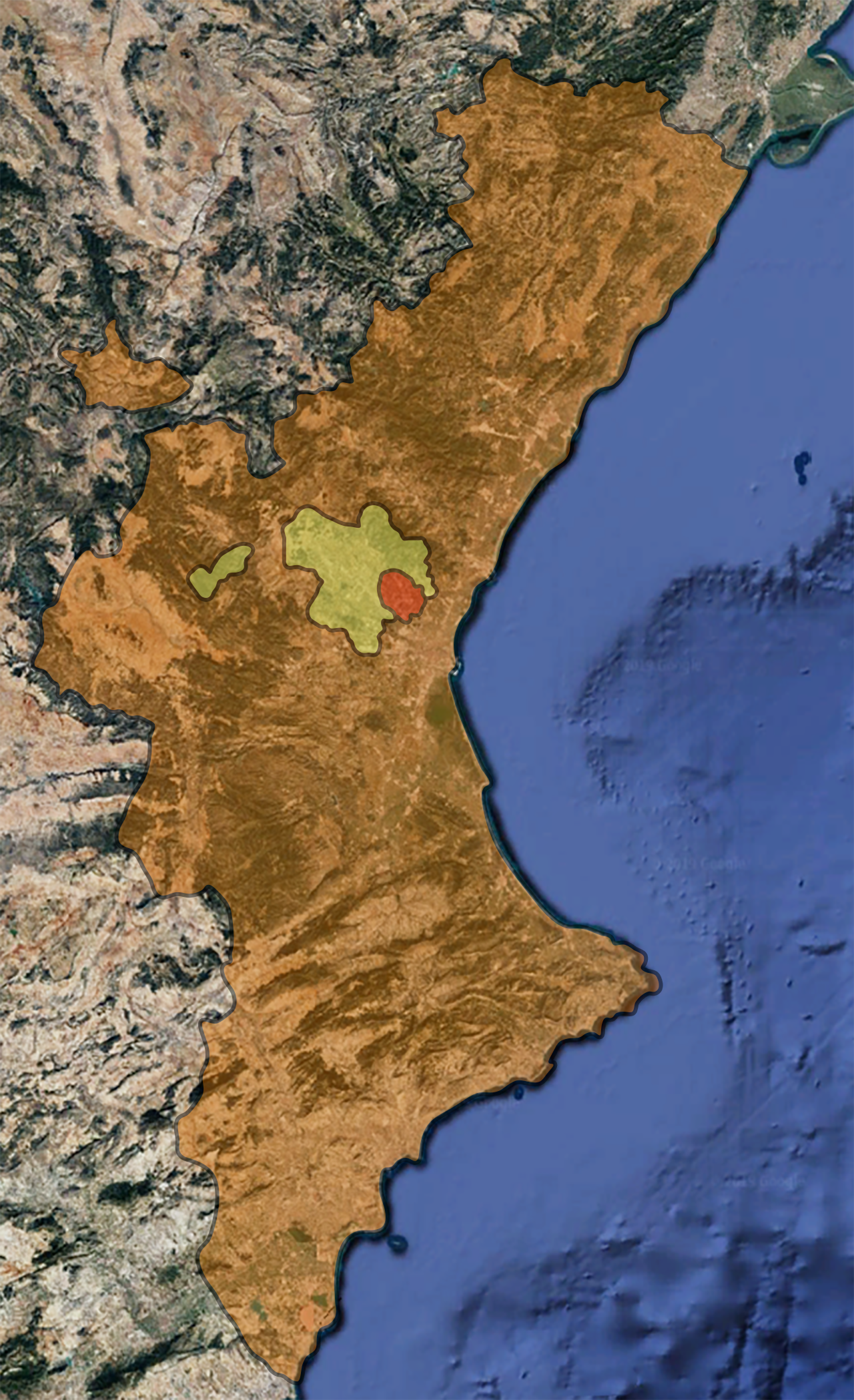
Bétera (vermell) al Camp de Turia (verd) en el País Valencià (taronja).

| 1990  | 1992  | 1994   | 1996   | 1998   | 2000   | 2002   | 2004   | 2005   | 2008   |
| ----- | ----- | ------ | ------ | ------ | ------ | ------ | ------ | ------ | ------ |
| 9.441 | 9.923 | 10.905 | 11.619 | 12.376 | 13.885 | 15.087 | 17.188 | 18.177 | 20.292 |

## Economia
La superfície conreada és del 78% del seu terme, majoritàriament de regadiu i dedicada al conreu de tarongers. Quant al secà, encara es conserva part del cultiu de garroferes, oliveres i ametller. També es manté una xicoteta dedicació al bestiar llanar i boví.

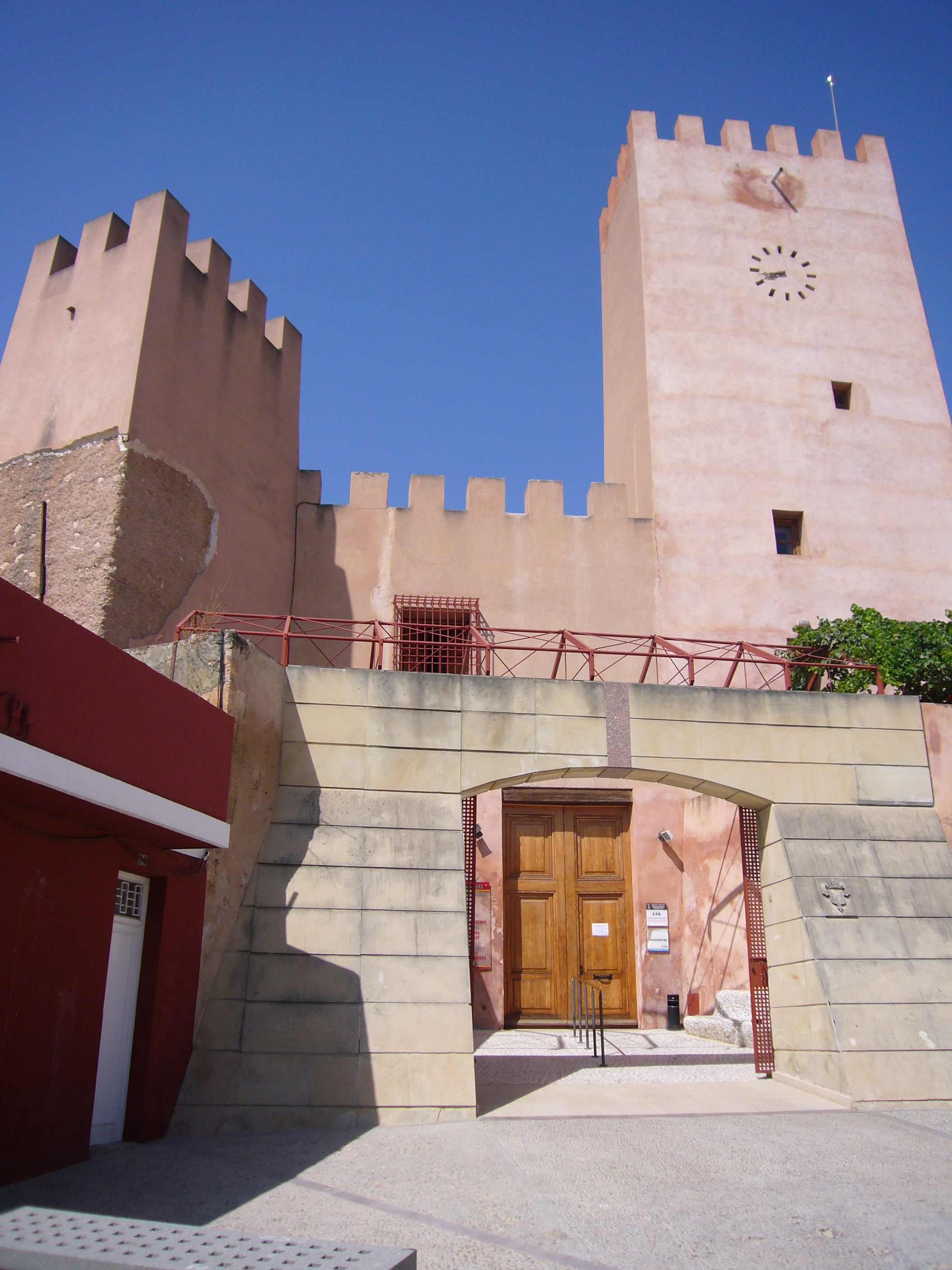
Castell de Bétera

## Monuments i construccions

### Monuments religiosos
- Església Parroquial de la Puríssima Concepció (s. XVII i XVIII). Es creu que es va construir sobre una antiga mesquita àrab.
- Ermita de la Divina Pastora (1798-1853)

### Monuments civils
- Castell àrab. Monument Històric Artístic Provincial. Tots els carrers del seu entorn, estrets i curvilinis, recorden un poblat islàmic.
- Panteó del Marqués de Dos Aigües (1892)
- Poblat ibèric emmurallat del Tos Pelat
- Restes arqueològiques de l'alqueria islàmica de Bofilla i la seua torre

### Construccions Militars
- Base militar Jaume I. Campament militar creat a 1940 per al control militar de la ciutat de València, convertit al maig de 2003 en Quarter General d'Alta Disponibilitat Terrestre, formant part del Cos de Desplegament Ràpid de l'OTAN. La superfície total ocupada és de 658 hectàrees.

## Festes locals

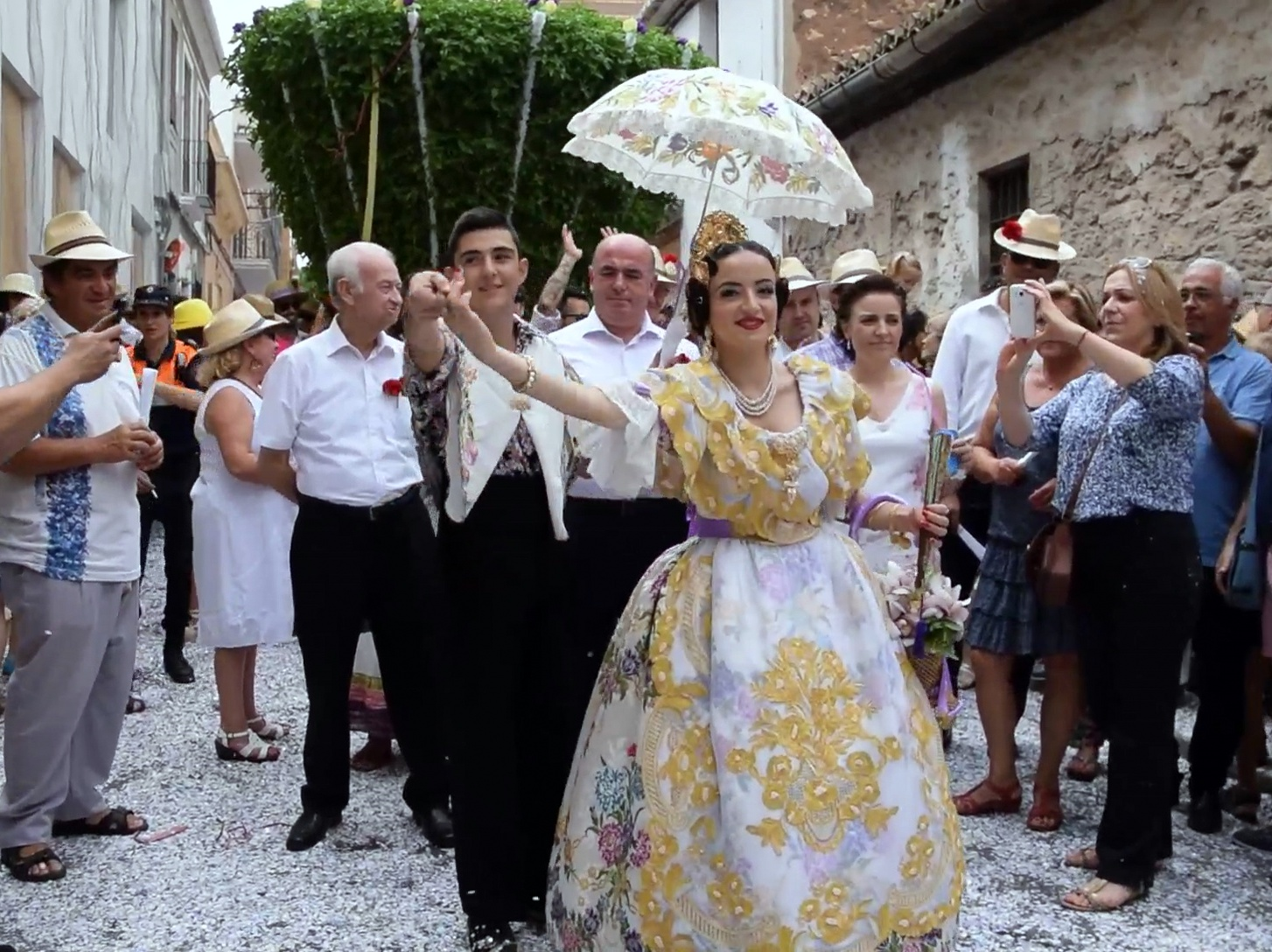
Festa de les Alfàbegues.

Les festes majors se celebren del 12 al 22 d'agost, en honor de la Verge de l'Assumpció. El dia 15 es dedica a la Verge la tradicional ofrena de les alfàbregues, plantes que generalment tenen una mida d'entre 40 i 60 cm, destaquen per la seua gran mesura a les festes, de més de dos metres d'alçada i entre 2,5 i quatre metres d'amplària gràcies a l'ajuda dels seus cultivadors (Bétera té, de fet, el Rècord Guinness mundial d'alçada d'una alfàbega), i són ofertes a la Verge. Eixa nit se celebra també la popular cordà.
Els personatges principals de les Festes d'Agost són quatre dones (anomenades obreres), dues casades i dues fadrines, així com un nombrós grup d'homes (els majorals), que són els qui s'encarreguen d'organitzar les festes anualment. Durant les festes es realitzen un gran nombre d'actes, com un concurs de paelles, concerts, misses i processons. També s'instal·la a l'antic llit del Carraixet la fira d'atraccions.
A Bétera també se celebren altres festivitats al llarg de l'any, com les Pasqües, durant les quals es realitzen processons i actes religiosos.
També se celebren les Falles en març, en les quals es planten deu monuments fallers, un major i un infantil per cada casal: Carraixet, Gran Via del Sud, Gran Via de l'Est, La Barraca i Junqueral. Cadascuna d'estes Falles té la seua història:
Carraixet L'abril de l'any 1992, un grup d'amics va decidir formar la falla del seu barri, amb el pensament de donar-li major cohesió i d'establir llaços d'amistat, ja que s'han construït moltes finques grans per la zona i, amb tantes famílies noves, la falla seriosa motiu de fer veïnatge. De les primeres reunions va sortir el president Vicent Olmos Molina i la fallera major Noelia Sants, la infantil Eva Varea i el president infantil Manuel Marxen.
Gran Via De l'Est A la recerca d'un ambient social i festiu on cada persona pugui reforçar els sentiments d'identitat i desenvolupar llaços d'unió amb altres sentiments semblants, va nàixer a Bétera la falla Gran Via de l'Est, que després de funcionar uns anys de manera informal, l'any 1969 es va registrar com a tal a la Junta Central Fallera. La primera fallera major va ser Ministeri Elena Fernández i el president Donato Merino.
Gran Via Del Sud
Va nàixer l'any 1980, a conseqüència de la unió del veïnatge de la barriada, que amb ambient de convivència, festa i alegria decidiren organitzar la comissió fallera. Els germans Herrero espelunca van cedir, desinteressadament, el solar, que amb esforç, il·lusió i alegria es va convertir en casal. L'any 1996 els mateixos fallers amb gran sentiment varen enderrocar el primitiu casal, que estava ple de records i, sense defallir, varen construir l'actual casal, que per a ells és la segona llar.
La Barraca La il·lusió d'uns xiquets i xiquetes, que van comptar amb la iniciativa dels pares per a celebrar les festes "Josefines" l'any 1973, va ser el començament: un monument fet amb cartons i fustes, sota la direcció i l'ajuda de l'artista faller Andreu Llistó. Una de les característiques particulars de la Barraca, la qual es va mantenir durant molts anys, és que la construïen els mateixos fallers i falleres, amb molta il·lusió, esforç i art.
Junqueral El 15 d'agost de 2010, després d'un matí festiu gaudint del recorregut de la Festa de les alfàbegues, un grup heterogeni d'unes quinze persones es va plantejar el repte de posar en marxa una Falla diferent, que demostrara que en temps de crisi ser faller està a l'abast de tot el món, fins i tot de qui es troba en la pitjor situació econòmica. El 9 de setembre de 2010 es va aprovar l'acta fundacional, per la qual va ser designat president Francisco José Forment i Darder. En març de 2012 els fallers del Junqueral varen plantar per primera vegada els seus monuments fallers.

## Mitjans de comunicació
- Ràdio Bétera és l'emissora municipal de Bétera. Va ser creada durant l'alcaldia de José Manuel Aloy Martínez "Nel" per a substituir l'anterior servici anomenat Tele-Bando. És una companyia pública propietat de l'Ajuntament de Bétera[7] i pertany a la Xarxa d'Emissores Municipals Valencianes. La seua programació és de caràcter generalista i combina tant programació pròpia (sobre tot als grans esdeveniments del poble) i programació de la Xarxa d'Emissores Municipals. L'any 2019 va participar amb les demes emissores de ràdio municipals del País Valencià i amb À punt ràdio en l'acte especial al Palau de la Generalitat per commemorar el dia mundial de la ràdio.[8]

## Esports
Tots els anys s'hi celebra un torneig de futbol base anomenat Trofeu José Enrique Llueca Torrella. En ell, participen els equips més importants del País Valencià, i també equips d'àmbit espanyol i internacional.

## Fills il·lustres de Bétera
- Peika Bes (cantant)
- Vicent Partal (periodista)
- Alfons Roig Izquierdo (crític d'art, sacerdot i escriptor)
- Pep Ricart (actor)
- José Juan Belda Inglés (dissenyador)

## Agermanament
Bétera està agermanada amb:
- Pont-Saint-Martin (Vall d'Aosta, Itàlia)